# جاکومو فیلیپی
جاکومو فیلیپی (انگلیسی: Giacomo Filippi؛ زادهٔ ۲۷ اکتبر ۱۹۷۵) بازیکن فوتبال اهل ایتالیا است.
از باشگاه‌هایی که در آن بازی کرده‌است می‌توان به باشگاه فوتبال فوجا، باشگاه فوتبال تراپانی، باشگاه فوتبال ترنانا، و باشگاه فوتبال مسینا اشاره کرد.